# 贾显度
贾显度（?—?），北魏军事人物，表字希季，中山郡無極县人，贾显智之兄。魏孝武帝时尚书左仆射。

## 生平
贾显度是沃野镇（今属内蒙古）长史賈道监之子。贾显度形貌伟壮，初为別将，防守薄骨律鎮（今寧夏回族自治区灵武市西南古黄河沙洲上）。正光四年（523年），六镇之乱爆发，薄骨律鎮被叛軍包围。贾显度见鎮不能守，率鎮民浮黄河而下。到达秀容（今山西省朔州市），依附爾朱榮。任直閤将軍、左中郎将。
永安元年（528年），任汲郡太守、假平東将軍。随尔朱荣镇压河北义军，击败葛榮，官至撫軍将軍、光禄大夫、都督，封石艾县开国公。之后随上党王元天穆討邢杲。永安二年（529年），北海王元顥攻入洛陽，他和元天穆渡黄河，到河内支持魏孝庄帝元子攸。元顥平定後，贾显度以本将军被任命为广州刺史、假鎮南将軍，转任南兗州刺史。永安三年（530年），孝庄帝杀尔朱荣，贾显度投奔南朝梁，受到厚遇。
普泰元年（531年）返回北魏，任衛大将軍、儀同三司、左光禄大夫，行济州事。高欢起兵，他随卫将军爾朱度律北拒高欢。普泰二年（532年），“韩陵之战”爾朱氏战敗，贾显度、斛斯椿、贾显智先据河，誅滅爾朱氏。魏孝武帝即位，以贾显度为尚书左仆射。加驃騎大将軍、開府儀同三司、定州大中正之位。以本官代行徐州刺史、東道大行台。永熙三年（534年）五月，出为雍州刺史、西道大行台。贾显度随魏孝武帝入关中，因其弟贾显智附于高欢，被宇文泰赐死。

## 延伸阅读
[在维基数据编辑]
 《魏書·卷80》，出自魏收《魏书》
 《北史·卷049》，出自李延壽《北史》